# Warlpiri
Le warlpiri  est une langue aborigène de la famille pama-nyungan, parlée dans la partie centre Ouest du Territoire du Nord en Australie. Autres noms : Albura, Alpira, Alpiri, Elpira, Ilpara, Ilpira, Ilpirra, Nam-bulatji, Njambalatji, Ulperra, Wailbri, Walbiri, Walbrai, Wal-bri, Waljbiri, Waljpiri, Walmala, Walmanba, Walpari, Wanaeka, Wanajaga, Wanajaka, Wanajeka, Waneiga, Waringari, Warrabri, Wolperi, Wolpirra, Waibry, Walmama, Ngaliya, Ngardilpa, Walpiri, Ngalia, Ngallia, Nambuda.
En 2016, 2 305 personnes déclarent parler le warlpiri à la maison.

## Phonologie[5]

### Voyelles
|                   | voyelles antérieures | voyelles centrales | voyelles postérieures |
| ----------------- | -------------------- | ------------------ | --------------------- |
| voyelles fermées  | i [i], ii [iː]       |                    | u [u], uu [uː]        |
| voyelles ouvertes |                      | a [a], aa [aː]     |                       |

Le warlpiri possède un système à trois voyelles semblable à celui de l'arabe classique (positions extrêmes dans le triangle vocalique) auquel s'ajoute une opposition de longueur, donnant un total de six voyelles.

### Consonnes
|               | bilabiales | alvéolaires | rétroflexe | palatales | vélaires |
| ------------- | ---------- | ----------- | ---------- | --------- | -------- |
| occlusives    | p [p]      | t [t]       | rt [ʈ]     | j [c]     | k [k]    |
| nasales       | m [m]      | n [n]       | rn [ɳ]     | ny [ɲ]    | ng [ŋ]   |
| roulée        |            | rr [r]      |            |           |          |
| battue        |            |             | rd [ɽ]     |           |          |
| latérales     |            | l [l]       | rl [ɭ]     | ly [ʎ]    |          |
| approximantes | w [w]      |             | r [ɻ]      | y [j]     |          |

Comme le montre ce tableau, le consonantisme warlpiri distingue cinq points d'articulation, chacun comprenant des occlusives aussi bien orales que nasales.  Les occlusive orales ne font pas de distinction phonologique entre sourdes et sonores mais possède cependant des allophones sonores et sourds : les premiers se trouvent habituellement en début de mot, les seconds dans les autres positions. Ces occlusives ne sont généralement pas aspirées, quelle que soit leur position. 
Le warlpiri, comme la plupart des langues aborigènes d'Australie, n'a pas de consonnes fricatives.
La consonne présentée dans le tableau comme une "battue rétroflexe" est un son très particulier qui ne se trouve peut-être qu'en warlpiri : la pointe de la langue, d'abord en position rétroflexe, se déplace rapidement vers l'avant pour aller battre contre les alvéoles des dents.

### Syllabes, phonotaxe et accentuation
La structure syllabique du warlpiri est assez fortement contrainte. Toute syllabe doit commencer par une consonne unique (aucune ne peut commencer par un groupe de consonnes ou par une voyelle), suivie d'une voyelle longue ou brève, et éventuellement d'une autre consonne qui ferme la syllabe (les syllabes ouvertes sont beaucoup plus fréquentes que les syllabes fermées). Aucune syllabe ne peut se terminer par une occlusive ou par la battue rétroflexe /ɽ/, et aucune syllabe fermée ne peut se trouver en fin de mot.
Les groupes consonantiques les plus fréquents consistent en une consonne nasale suivi de l'occlusive qui a le même point d'articulation, cependant d'autres groupes comme /rk/ ou /lp/ peuvent également se présenter.
La place de l'accent n'a généralement pas de valeur distinctive mais répond à des règles prosodiques préétablies.  Les polysyllabes reçoivent un accent primaire sur la première syllabe avec des accents secondaires sur les syllabes impaires. Ce rythme est susceptible d'être cassé par la structure du mot, de telle sorte que l'on rencontre parfois des groupes accentuels de trois syllabes.

### Harmonie vocalique
Dans un morphème warlpiri, deux voyelles hautes (fermées) se trouvant dans deux syllabes adjacentes sont presque toujours identiques : soit deux i soit deux u. Les racines warlpiri comprenant deux syllabes successives avec un i et un u sont en nombre très réduit. 
Cette tendance à n'avoir que des voyelles hautes identiques s'étend aussi au-delà des frontières entre morphèmes. Ajouter un suffixe peut mettre en contact un i et un u.  Quand cela arrive, il y a une tendance à l'assimilation et l'une des voyelles change pour correspondre à l'autre.  Cette sorte d'assimilation s'appelle harmonie vocalique, phénomène assez répandu dans les langues du monde (très développée en finnois, hongrois, mongol et turc par exemple). Les pluriels internes anglais tels que geese (sg. goose) et les pluriels allemands avec umlaut (cf. Maus - Mäuse, Vogel - Vögel) représentent des restes de l'harmonie vocalique qui existait dans les langues germaniques plus anciennes.
En warlpiri, l'harmonie vocalique peut être progressive ou régressive. Dans le premier cas, c'est la seconde voyelle qui s'assimile à la première (u-i → u-u et i-u → i-i), dans le second cas c'est l'inverse qui se produit (u-i → i-i et i-u → u-u).
L'harmonie vocalique régresse n'a lieu que lorsqu'on ajoute un suffixe de temps à une base verbale. Par exemple, lorsque le verbe panti- (groupe 2) est mis au passé avec le suffixe -rnu, le mot qui en résulte n'est pas *pantirnu mais panturnu.
La plupart des autres types de suffixes connaissent l'harmonie vocalique progressive. Par exemple, lorsque le suffixe ergatif -ngku est ajouté au nom karli "boomerang", le mot ainsi formé est karlingki et non *karlingku.
Parfois, on peut trouver de suites d'assimilation plus longues (concernant au moins trois voyelles), progressives ou régressives. Par exemple, lorsque le suffixe de temps passé -rnu s'attache à la base verbale kiji- (groupe 2), cela donne kujurnu, le u du suffixe assimilant les deux voyelles i de la base verbale.

### Mots
Aucun mot warlipiri ne commence par une consonne alvéolaire ; la première consonne d'un mot doit être bilabiale, palatale, rétroflexe ou vélaire.
Tous les mots warlpiri se terminent par une voyelle : un mot qui autrement pourrait se terminer par une consonne est "corrigé" en y ajoutant un suffixe sans signification propre, en général -pa.

## Sources
- (en), Nash, David George, Topics in Warlpiri Grammar, Thèse, Massachusetts Institute of Technology, 1980.